# Harper (Washington)
Harper az Amerikai Egyesült Államok északnyugati részén, Washington állam Kitsap megyéjében elhelyezkedő önkormányzat nélküli település.
Harper postahivatala 1900 és 1919, majd 1924 és 1973 között működött. A település névadója F. C. Harper politikus.

## Fordítás
Ez a szócikk részben vagy egészben  a   Harper, Washington című angol Wikipédia-szócikk ezen változatának fordításán alapul.  Az eredeti cikk szerkesztőit annak laptörténete sorolja fel. Ez a jelzés csupán a megfogalmazás eredetét és a szerzői jogokat jelzi, nem szolgál a cikkben szereplő információk forrásmegjelöléseként.